# アリアプロII

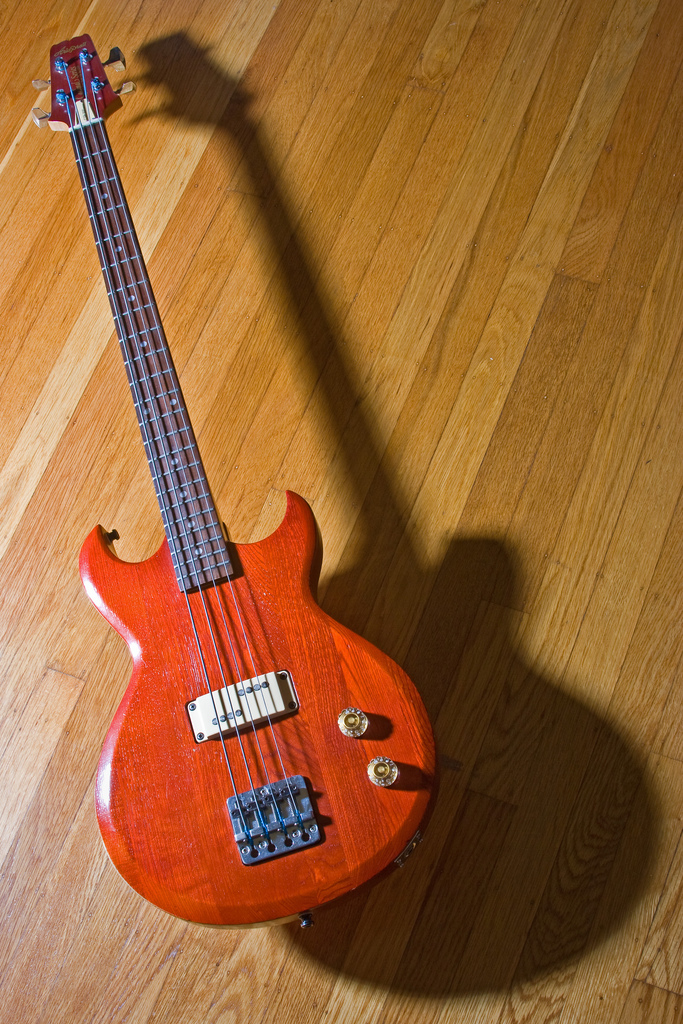
Aria Pro II CSB350

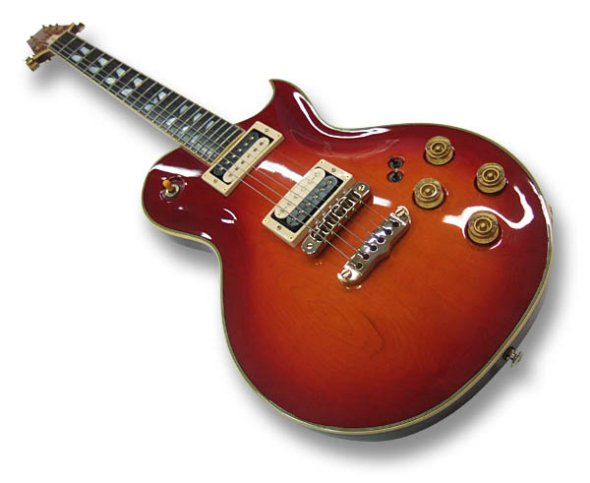
1983 Aria Pro II, PE-R100

アリアプロII（アリアプロツー、英: Aria Pro II）は、日本の楽器メーカー荒井貿易のエレクトリックギターやエレクトリックベースおよびその周辺機器に名を冠されるブランドである。

## 概要
荒井貿易は海外からのギター輸入から始まり、60年代のエレキブームの頃に自社ブランドであるAriaやAria Diamondでソリッドギターを販売していた。Ariaは荒井のアナグラムであり、また音楽用語でもあることから名付けられた。
1970年代半ばに海外有名メーカーのコピーモデルを製造する際に、従来販売していたエレクトリックギターからのイメージチェンジのためAriaPro IIの名称に変更。1970年代後半にはエレクトリックギターPEシリーズやエレクトリックベースSBシリーズなど、自社オリジナルモデルを中心としたラインアップにシフトすることになる。これらのエレキギターやエレキベースを主に製造していたのはマツモク工業であった。
これらのオリジナルモデルは少しずつ国内外のプロミュージシャンから評価を得るようになり、ステージやレコーディングでの使用されたり、使用者としてカタログに有名ミュージシャンが掲載されるようになった。
1980年代のHR/HMブームには、従来のオリジナルモデルに加えてより現代的な演奏に対応可能な仕様を持つ攻撃的なシェイプのエレクトリックギターやエレクトリックベースを発売した。
1990年代以降は主に韓国・中国などで低価格帯の商品を製造、高価格帯は国内の工場で製造する体制となり、低価格帯の商品が広く楽器店で初心者向けに小型アンプ等とセット販売されたことから、AriaPro IIは「初心者が購入する安いギター・ベースのブランド」というイメージが定着することになる。
そうしたイメージを払拭するために最上位ブランドとしてAPブランドが新たに展開された事もあった。
現在は低価格帯で海外有名ブランドのコピーモデルをLegendとBlitzというブランドに分けて、オリジナルモデルのラインナップをAriaPro IIとしており、またブランドイメージ向上を目指してAP IIとして新たな最上位ブランドが展開されている。

## 主なモデル

### PE
形状は一見するとギブソン社のレスポールに近いが、ネックはロングスケールの仕様でスタートしており、ボディ材やネックの材がメイプルが主体となった仕様を持つためにその弾き心地もサウンドも全く別物である。
シリーズがよりギブソンレスポールに近い外観へと移行すると共にスケールはミディアムに変更され、渡辺香津美モデルのリリースに伴いメイプルのトップバックのセンターにマホガニーを挟んだ３プライボディの仕様も生まれた。
従来型のオールメイプルのミディアムスケールのモデルにPE-80D（Dimarzio社製ピックアップ搭載機）とし、渡辺香津美モデルの構造に倣ったモデルをPE-80Rとして併売した。
PEの最大の特徴としてネックジョイント部が大きくカットされている「ヒールレスジョイント」があり、それによりハイポジションの演奏がしやすくされている。最初のモデルであるPE-1500はオリジナルブリッジとディマジオのハムバッキングピックアップでワンボリューム・ワントーンという仕様であった。モデルサイクルが長く、トレモロユニットが搭載されたものやセミホロウボディのものなど、さまざまな仕様のモデルが存在する。

### RS
スルーネックで左右非対称のカッタウェイと初期モデルは複雑なサーキットが特徴。RS-850は２シングルコイルピックアップのセンターにスレイヴピックアップというノイズキャンセルの為だけに使われるピックアップがセットされており、ブースター回路を搭載している。これによって多彩な音を本体から出力することができる。このような初期モデルの仕様や外見はアレムビックやB.C.リッチを手本にしたと思われるる。80年代になるとそれまでの製品よりもひと回り小振りなデザインとなり、一般的なサーキットでロック式トレモロユニットを搭載したモデルが登場してHM/HM向けに味付けされたモデルとなった。

### MA
後のMACと共にMAGNA Seriesとして展開された。ストラトキャスターを薄く、小型・軽量にしたボディー形状（いわゆるディンキータイプ）となっている。多様なピックアップ構成やオーバードライブ回路、コイルタップ機能を持つなど、個性豊かなラインナップであった。

## 使用アーティスト

### 国内のギタリスト
- 福山雅治 - 高校時代に皿洗いのバイトでお金を貯めPE-R100を購入。現在も時々使用。
- 渡辺香津美 - YMOサポート、KAZUMI BAND当時、RS、PE、PEシグネチャーモデルなどを使用。
- 松原正樹 - パラシュート在籍当時、PE-R80を使用。
- 大橋隆志 - PE-Jail、RS-Jail等のシグネチャーモデルなどを使用。
- 石原慎一郎（EARTHSHAKER） - PE、XX、RSシグネチャーモデルを使用。
- 五十嵐美貴（SHOW-YA）- SHOW-YAのデビュー当時、PEを使用。
- 浅井健一（BLANKEY JET CITY）- BLANKEY JET CITYのデビュー当時、PEを使用。

### 海外のギタリスト
- ニール・ショーン - ジャーニーのメンバー。PEの特注モデルを使用。
- イングヴェイ・マルムスティーン - アルカトラス在籍時、XX（フライングVシェイプ）の特注モデル（前後のピックアップがシングルコイルに変更されたもの）を使用。
- マイケル・シェンカー - XXの特注モデルを使用。

### 国内のベーシスト
- 松井常松 - ソロ活動初期にシグネチャーモデル「サイバーアロー」を使用。

### 海外のベーシスト
- クリフ・バートン - メタリカの元メンバー。SB-1000を使用。
- ジョン・テイラー - デュラン・デュランのメンバー。SB-1000を使用。
- ポール・ジャクソン - SB-1000を使用。
- マーカス・ミラー -
- ルディ・サーゾ - ホワイトスネイク、クワイエット・ライオットの元メンバー。

(サムヤッファ)　ハノイロックス)　元ベーシスト